# Nicolás Dapero
Nicolás Dapero (Buenos Aires, 31 januari 1998) is een Argentijns autocoureur.

## Carrière
Dapero begon zijn autosportcarrière in het karting in Argentinië in 2012. In 2014 maakte hij hier zijn debuut in de auto's. In 2015 maakte hij de overstap naar de Verenigde Staten, waar hij in het ontwikkelingsprogramma van het team Juncos Racing stapte en in veel testsessies reed.
In 2016 reed Dapero in de Toyota Racing Series in Nieuw-Zeeland, uitkomend voor het team Giles Motorsport. Met een zevende plaats op Teretonga Park als beste resultaat werd hij zeventiende in de eindstand met 238 punten. Vervolgens keerde hij terug naar de Verenigde Staten om dat jaar uiteindelijk voor Juncos zijn debuut in het Pro Mazda Championship te maken. Hij kende een moeilijke start van het seizoen, maar naarmate het jaar vorderde behaalde hij steeds betere resultaten, met als hoogtepunt zijn eerste overwinning tijdens het laatste raceweekend op Laguna Seca. Met vier andere podiumplaatsen werd hij vijfde in het kampioenschap met 278 punten.
In 2017 maakt Dapero zijn debuut in de Indy Lights voor het team van Juncos.